# هيدروكسيزين
هيدروكسيزين (بالإنجليزية: Hydroxyzine)‏، الذي يباع تحت الأسماء التجارية Atarax وغيرها، هو دواء من نوع مضادات الهيستامين. يستخدم في علاج الحكة والقلق والغثيان. يعطى هذا الدواء عن طَريق الفم أو الحقن العضلي.
الآثار الجانبية الشائعة تشمل النعاس والصداع وجفاف الفم. قد تشمل الآثار الجانبية الخطيرة إطالة الإمساك. من غير الواضح ما إذا كان الاستخدام أثناء الحمل أو الرضاعة الطبيعية آمنًا. يعمل الهيدروكسيزين عن طريق منع آثار الهستامين. إنه من عائلة بيبيرازين للمواد الكيميائية.
تم تصنيعه لأول مرة من قبل الاتحاد الكيميائي البلجيكي في عام 1956 وتمت الموافقة عليه للبيع من قبل شركة فايزر في الولايات المتحدة في وقت لاحق من ذلك العام. في المملكة المتحدة، تكلف 28 جرعة أقل من جنيه. في الولايات المتحدة، كانت تكلفة الجملة في عام 2018 حوالي 0.05 دولار أمريكي لكل جرعة. في الولايات المتحدة، تم كتابة حوالي 8 ملايين وصفة لهيدروكسيزين في عام 2016.

## الاستخدامات الطبية
يستخدم هيدروكسيزين في علاج الحكة والقلق والغثيان بسبب دوار الحركة.
يوصف هيدروكسيزين عندما تظهر حالة المرض العضوي بسبب القلق، أو اضطراب القلق العام، أو في حالات أخرى أكثر خطورة مثل مرض ذهاني، ولذلك يتم وصفه كوسيلة لتنظيم الوظيفة الطبيعية. لقد أثبتت هيدروكسيزين أنها فعالة مثل عقار البنزوديازيبين برومازيبام في علاج اضطراب القلق العام. خلصت مراجعة منهجية إلى أنه بالمقارنة مع عوامل مزيل القلق الأخرى (البنزوديازيبينات والبوسبيرون).
يمكن أيضًا استخدام هيدروكسيزين لعلاج أمراض الحساسية، مثل الشرى المزمن، التهاب الجلد التأتبي أو التماسيح، والحكة التي يسببها الهستامين. تم تأكيد هذه أيضًا في كل من الدراسات الحديثة والماضية على أنه ليس لها أي آثار سلبية على الكبد أو الدم أو الجهاز العصبي أو الجهاز البولي.
إن استخدام الهيدروكسيزين للتخدير المسبق كمسكنات ليس له أي تأثير على قلويدات التروبان، مثل الأتروبين، ولكن قد يتبع تعديل التخدير العام، تحفيز الميبيريدين والباربيتورات، واستخدامه في العلاج المساعد المسبق للتخدير تبعا لحالة الفرد.
في حالات أخرى، يكون استخدام هيدروكسيزين بمثابة شكل من أشكال المهدئات غير الباربيتوراتية  المستخدمة في التخدير قبل الجراحة وعلاج الاضطرابات العصبية، مثل الأمراض العصبية النفسية وأشكال أخرى من حالات القلق أو التوتر.

## موانع
إن إعطاء الهيدروكسيزين بكميات كبيرة عن طريق تناوله أو تناوله عن طريق الحقن العضلي أثناء بداية الحمل يمكن أن يتسبب في تشوهات الجنين - عند إعطائه للفئران الحوامل والأرانب، تسبب هيدروكسيزين في حدوث تشوهات مثل قصور الغدد التناسلية بجرعات أعلى بكثير من النطاق العلاجي البشري. غند البشر، لم يتم بعد تحديد جرعة كبيرة في الدراسات، وبشكل افتراضي، قدمت إدارة الأغذية والعقاقير إرشادات حول موانع الاستعمال فيما يتعلق بالهيدروكسيزين. كما أثبت أنه يسبب انحلال الدم.
موانع أخرى تشمل إدارة هيدروكسيزين جنبا إلى جنب مع الاكتئاب والمركبات الأخرى التي تؤثر على الجهاز العصبي المركزي. وإذا لزم الأمر، فيجب تناوله فقط في جرعات صغيرة. إذا تم تناوله بجرعات صغيرة مع مواد أخرى، مثل المذكورة، فيجب على المرضى الامتناع عن استخدام الآلات أو المركبات الخطرة أو أي ممارسة أخرى تتطلب تركيزًا مطلقًا، ومن أجل السلامة.
كما تم إجراء دراسات توضح أن استخدام للهيدروكسيزين لمدة طويلة يمكن أن تؤدي إلى خلل الحركة المتأخر بعد سنوات من الاستخدام، ولكن تم الإبلاغ عن التأثيرات المرتبطة بخلل الحركة بعد فترات من 7.5 أشهر،  مثل التدحرج المستمر في الرأس والشفة لعق وأشكال أخرى في بعض الحالات، قد يكون للتفاعلات السابقة للمرضى المسنين مع مشتقات الفينوثيازين أو علاج مضادات الذهان الموجودة سابقًا بعض المساهمة تجاه خلل الحركة عند إعطاء هيدروكسيزين بسبب فرط الحساسية الناجم عن العلاج المطول،  على المدى القصير إدارة هيدروكسيزين لأولئك الذين يعانون من استخدام الفينوثيازين السابق.

## الآثار الجانيبية
وقد تنجم الاعراض الجانيبية عن النوم العميق والهدوء والدوخة عند الأطفال والبالغين، بالإضافة إلى انخفاض ضغط الدم وطنين الأذن والصداع. وقد لوحظت أيضًا تأثيرات معوية، بالإضافة إلى تأثيرات أقل خطورة مثل جفاف الفم والإمساك الناجم عن الخواص الخفيفة المضادة للمسكارين للهيدروكسيزين.
وقد لوحظت مشاكل الجهاز العصبي المركزي مثل الهلوسة أو الارتباك في حالات نادرة، ويعزى معظمها إلى جرعة زائدة. نسبت هذه الخصائص إلى الهيدروكسيزين في العديد من الحالات، وخاصة عند المرضى الذين عولجوا من الاضطرابات العصبية والنفسية، وكذلك في الحالات التي لوحظت فيها جرعات زائدة. في حين أن هناك تقارير عن الخواص «الهلوسة» أو «المنومة» لهيدروكسيزين، إلا أن العديد من تجارب المعطيات السريرية لم تبلغ عن هذه الآثار الجانبية من الاستهلاك الوحيد للهيدروكسيزين.